# Fabrizio Meoni
Pour les articles homonymes, voir Meoni.
Fabrizio Meoni, né le 31 décembre 1957 à Castiglion Fiorentino, dans la province d'Arezzo, en Toscane, et mort le 11 janvier 2005 est un motard italien.

## Biographie
Double vainqueur du Rallye Dakar (2001 et 2002), l'expérimenté Fabrizio Meoni avait annoncé son intention de mettre un terme à sa carrière sportive au terme de l'édition 2005. Hélas, il décéda lors de la 11e étape entre Atar et Kiffa (Mauritanie) à la suite d'une hémorragie causée par une lourde chute qui provoqua un arrêt cardiaque.

## Palmarès
- Vainqueur du Rallye Dakar (13 participations) : 2001 et 2002
- Vainqueur du Rallye de Tunisie : 1997, 2000, 2001, 2003
- Vainqueur du Rallye d'Égypte : 1998, 1999, 2000, 2001
- Vainqueur du Rallye de Dubaï : 1999
- Vainqueur du Rallye Incas : 1990
- Vainqueur de la Coupe du monde de rallye-raid : 2000

### Vidéo INA
- « Décès de Fabrizio Meoni sur le Dakar 2005 », Ina Sport, 11 janvier 2005.